# 40 spor: Nilsens 40 beste
40 spor: Nilsens 40 beste är ett samlingsalbum med Lillebjørn Nilsen, utgivet 1996 av skivbolaget Grappa Musikkforlag A/S. Albumet innehåller en tidigare oututgiven sång som ett bonusspår.

## Låtlista
CD 1
1. "Alexander Kiellands plass" (från Hilsen Nilsen) – 3:10
2. "Tanta til Beate" (från Original Nilsen) – 3:37
3. "Fort gjort å glemme" (från Nære Nilsen) – 3:11
4. "Stilleste gutt i sovesal 1" (från Oslo 3) – 4:22
5. "Crescendo i gågata" (från Original Nilsen) – 2:39
6. "Fisketur i øsende regn" (från Typisk norsk med Gitarkameratene) – 2:59
7. "Alle duene" (från Portrett) – 3:08
8. "Hei New York" (från Original Nilsen) – 3:07
9. "Ola Tveiten" (från Portrett) – 2:18
10. "Så nære vi var" (från Nære Nilsen) – 4:23
11. "Regnet er en venn" (Trad./Lillebjørn Nilsen, från Portrett) – 2:36
12. "Ild og vann i IV" (från Hilsen Nilsen) – 2:56
13. "Haba Haba!" (från …og Fia hadde sko) – 3:11
14. "Blues for Katrine" (från Original Nilsen) – 3:18
15. "Hane på taket" #"Stilleste gutt i sovesal 1" (från Oslo 3) – 2:47
16. "Valle auto & bensin" (från Live at Sioux Falls South Dakota!, med Lillebjörn Nilsen & Steinar Ofsdal) – 4:26
17. "Langt langt borte" (från Hilsen Nilsen) – 3:00
18. "Vinterbror" (från Original Nilsen) – 2:28
19. "Barn av regnbuen" (från Portrett) – 3:06
20. "God natt Oslo" (från Original Nilsen) – 4:48

CD 2
1. "Se alltid lyst på livet" (från Original Nilsen) – 2:33
2. "Bysommer" (från Oslo 3) – 2:24
3. "Kjærlighet & Karlsons lim" (från Sanger) – 3:51
4. "1000 søte damer" (från Nære Nilsen) – 2:35
5. "Inni mitt hode" (från Hilsen Nilsen) – 3:12
6. "Fin frokost" (från Original Nilsen) – 2:51
7. "Anna på Grand Canaria" (från Typisk norsk med Gitarkameratene) – 2:50
8. "Blues når du var 15" (från Oslo 3) – 3:31
9. "Gategutt" (Rudolf Nilsen/Lillebjørn Nilsen, från Portrett) – 1:48
10. "Far har fortalt" (från Visfestivalen i Västervik 1975)[1] – 3:30
11. "Gutten med lutten" (från Hilsen Nilsen) – 4:14
12. "Sangen om Danmark" (från Hilsen Nilsen) – 4:17
13. "Danse ikke gråte nå" (från Byen med det store hjertet) – 2:04
14. "Victor Jara" (från Byen med det store hjertet) – 3:13
15. "Hav og himmel" (från Sanger) – 4:38
16. "Vidvinkel stev" (från Nære Nilsen) – 2:28
17. "Blå odyssé" (från Hilsen Nilsen) – 4:08
18. "Hvor kommer alle cowboyene fra?" (från Nære Nilsen) – 2:58
19. "Gul og vissen" (Lillebjørn Nilsen/Lars Lillo-Stenberg, från Nære Nilsen) – 3:16
20. "Se deg aldri tilbake" (Lillebjørn Nilsen/Arild Andersen, från Sanger) – 4:22
21. "How Long Blues" – 6:17

- Alla låtar skrivna av Lillebjørn Nilsen om annat inte anges.